# Pozuel de Ariza
Pozuel de Ariza è un comune spagnolo di 16 abitanti situato nella comunità autonoma dell'Aragona.